# 호야 카르노사
호야 카르노사(일반명:porcelainflower 또는 wax plant, 학명:Hoya carnosa)는 협죽도과에 속하는 속씨식물로, 호야 속에 속하는 동아시아 와 호주가 원산의 다양한 호야 종 중 하나이다. 매력적인 광택의 잎과 달콤한 향의 꽂을 감상하기 위해 키우는 실내용화초이다. 호야는 일반 화분과 걸이용 화분에서도 잘 자란다.
호야 카르노사는 200년 이상 재배되어 왔으며 다양한 잎 모양이나 꽃 색깔의 재배품종이 생겨났다.

## 설명
호야 카르노사는 매끄럽고 옅은 회색의 밋밋한 표면을 가진 약간의 즙이 있는 싹을 만들며 덩굴 형태로 자란다. 다년생 잎은 약 1~1.5cm 길이의 잎자루가 있다. 잎몸은 넓은 타원형에서 세로로 긴 타원형 또는 하트 모양이다. 잎은 약간 즙이 많고 다육질의 표면에는 밀랍 같은 광택이 난다. 잎은 난형 또는 타원형으로 폭 3-5cm, 길이 3.5-13cm이며 잎자루는 길이 1-1.5cm 정도이다. 방추 모양의 열매는 크기가 6~10×0.5~1.5cm이다.

## 갤러리

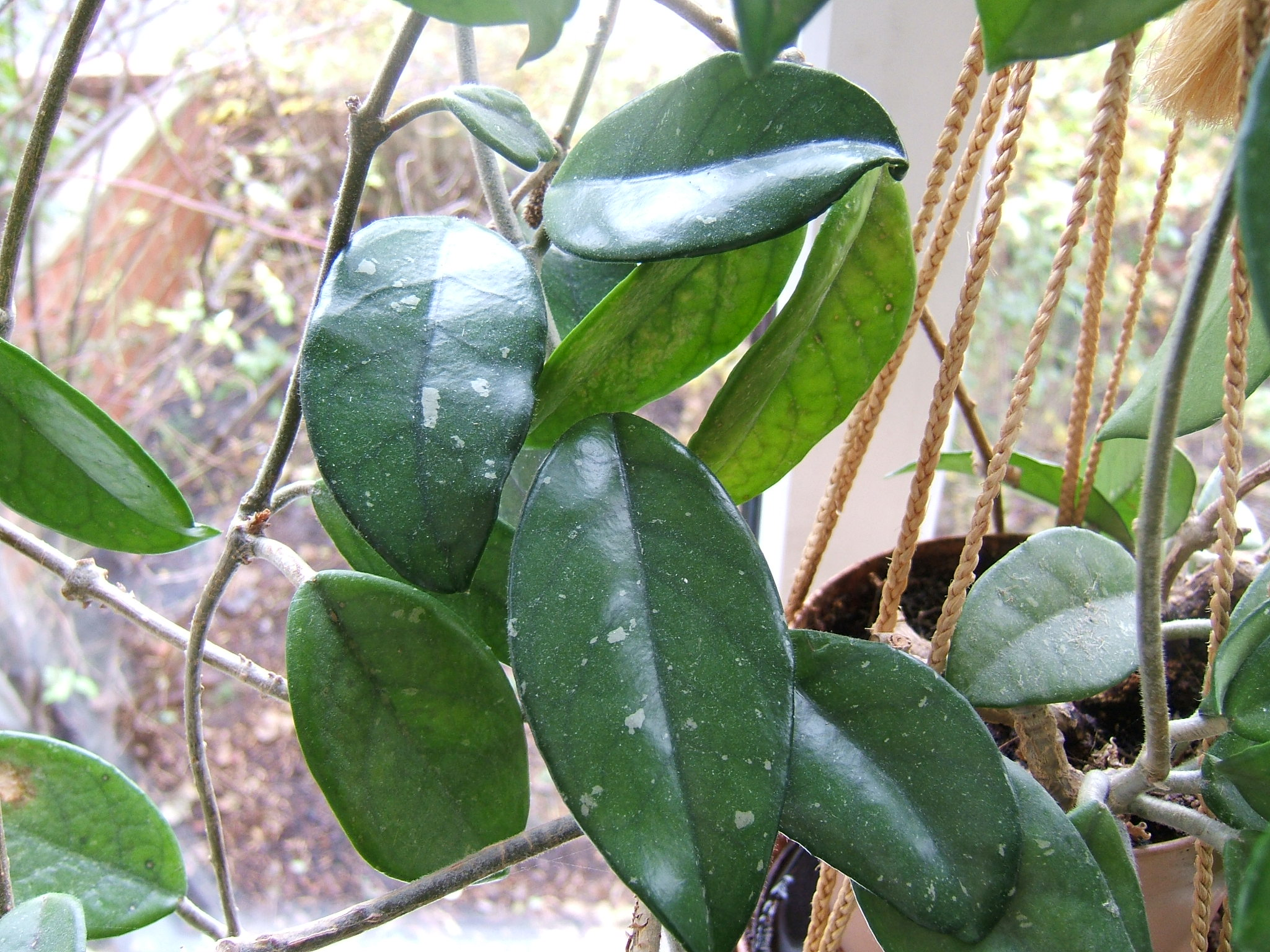
잎
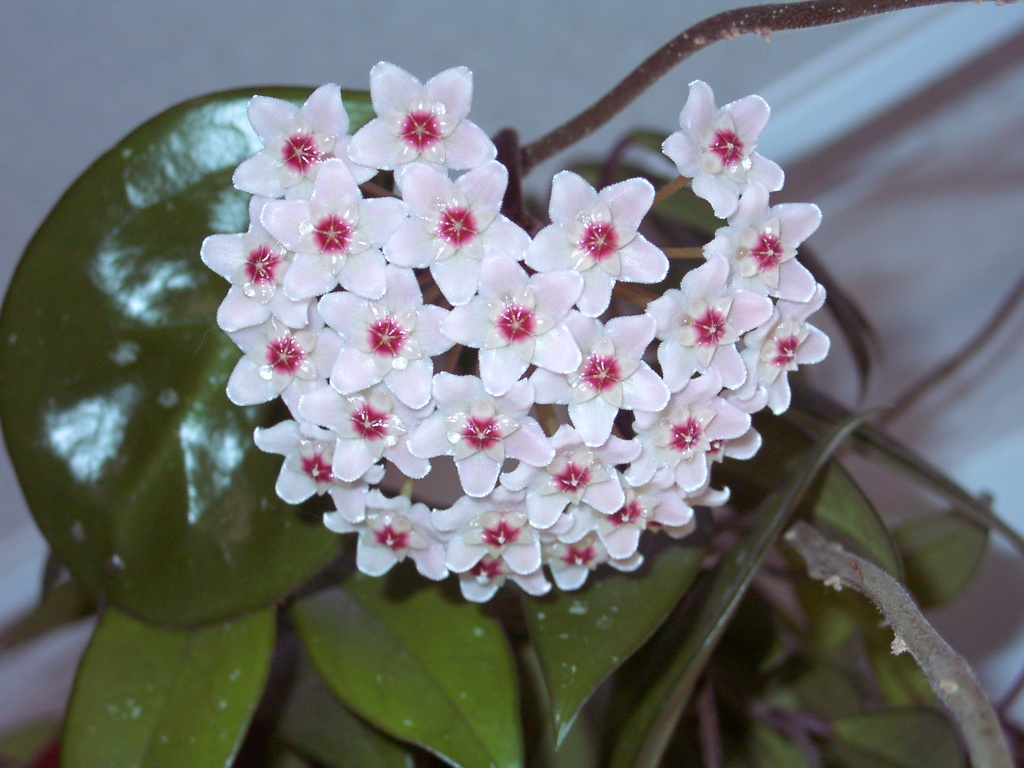
꽃
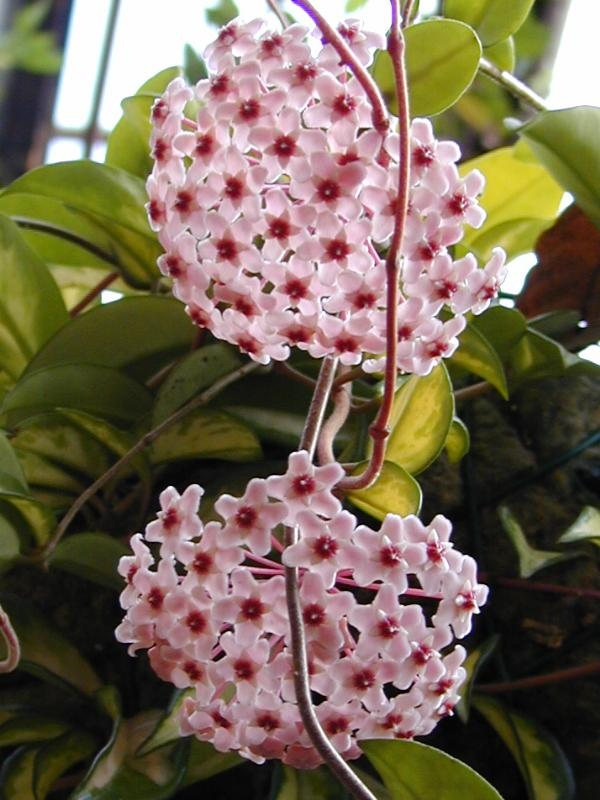
꽃
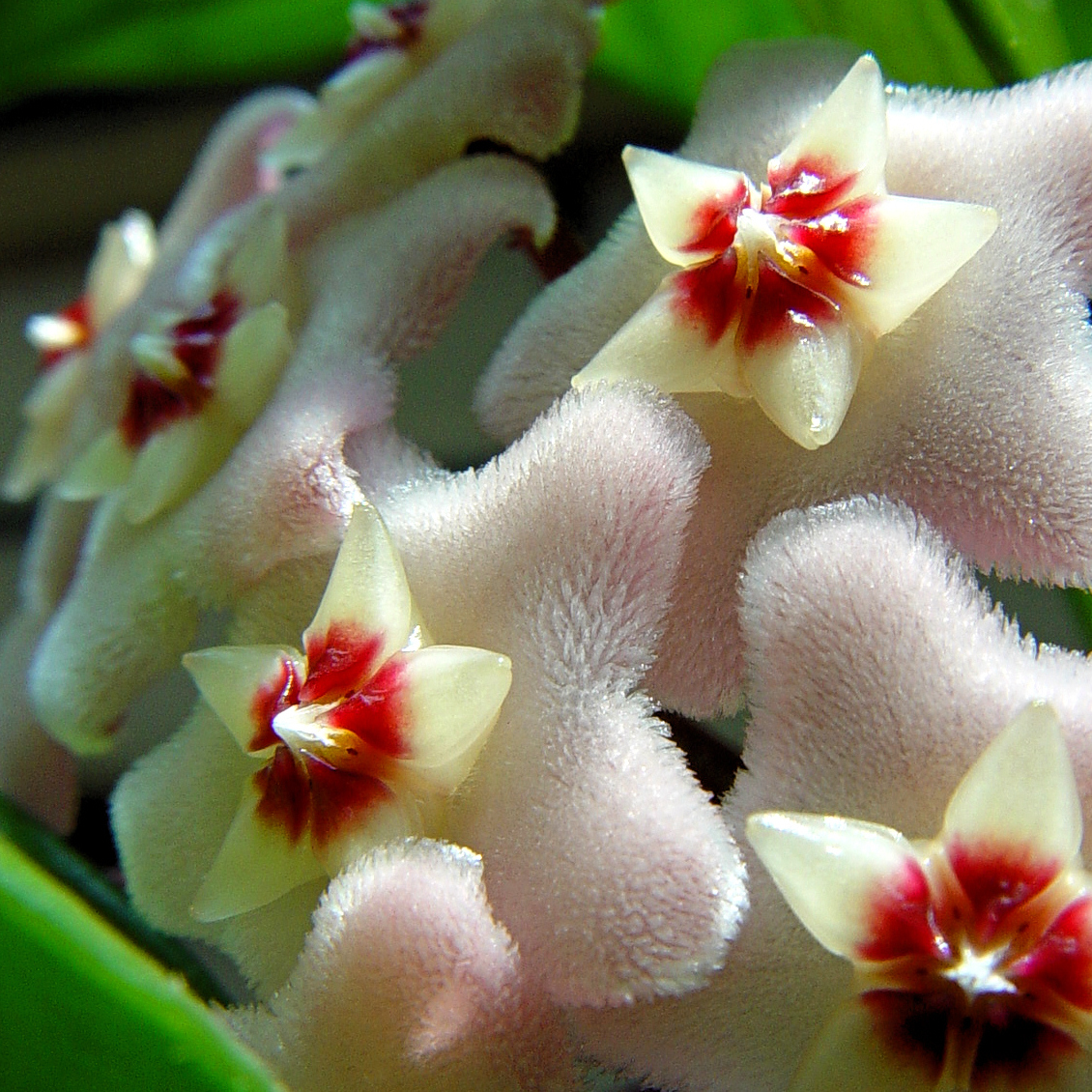
꽃_근접 촬영
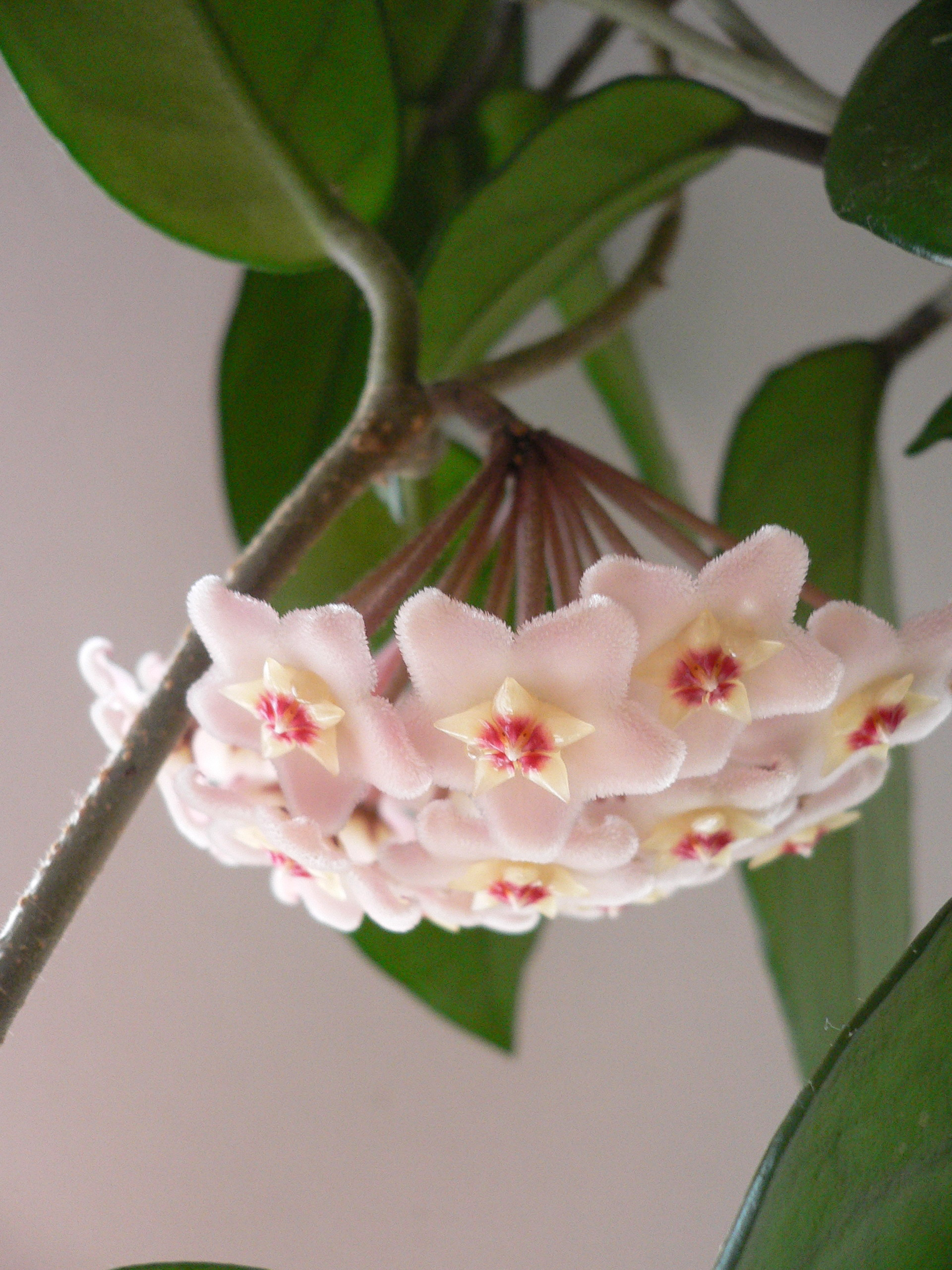
매달린 꽃
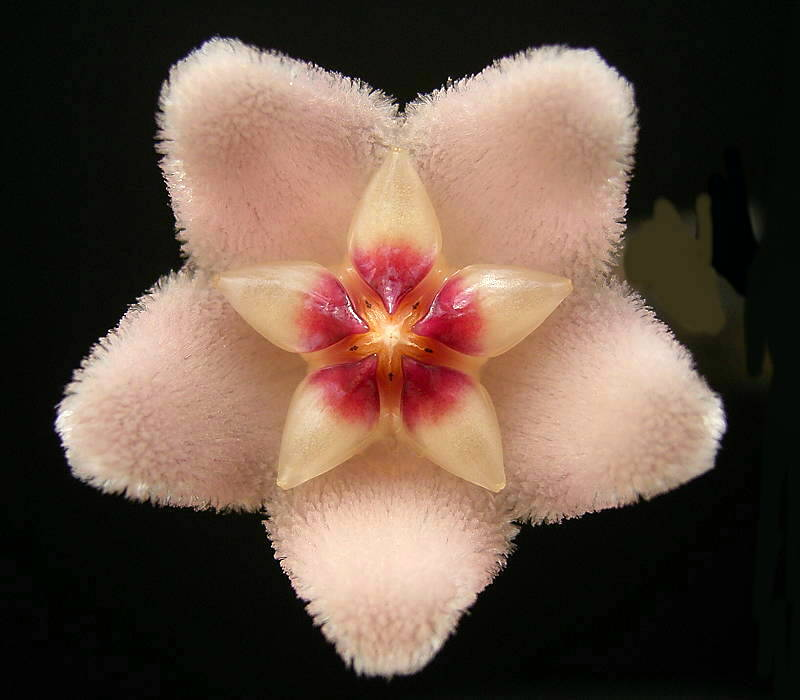
털복숭이 불가사리를 닮은 꽃
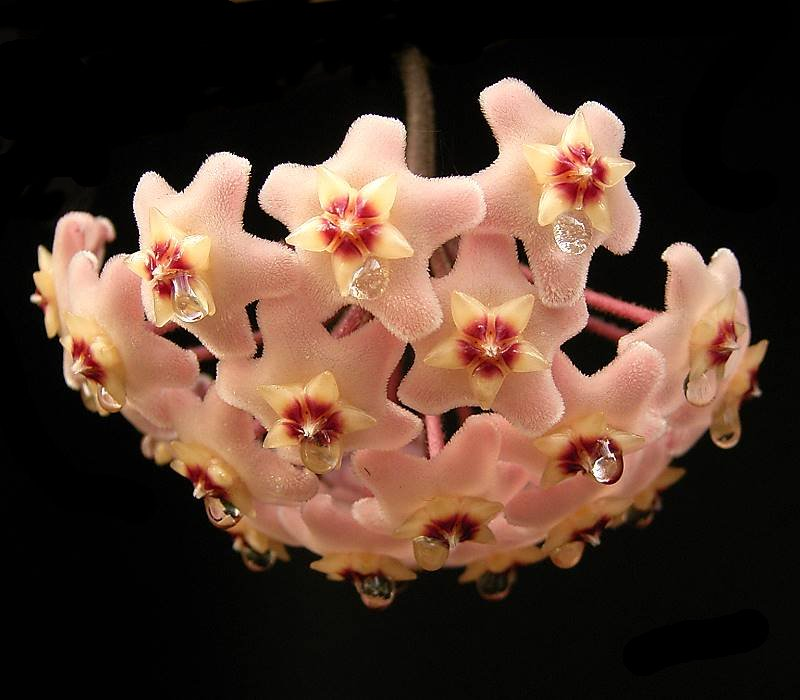
꽃차례
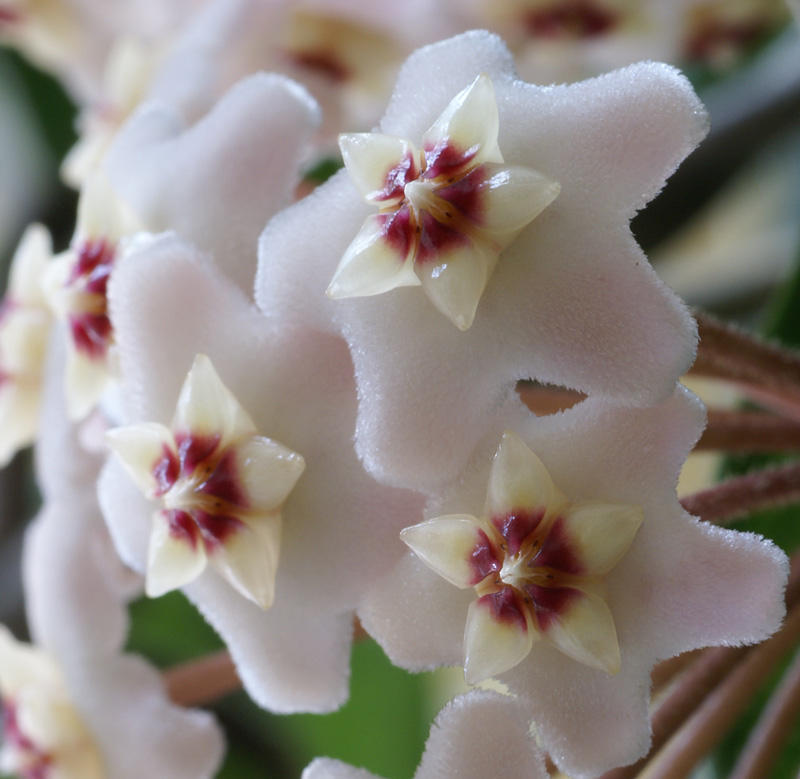
밝은 빛 아래 꽃
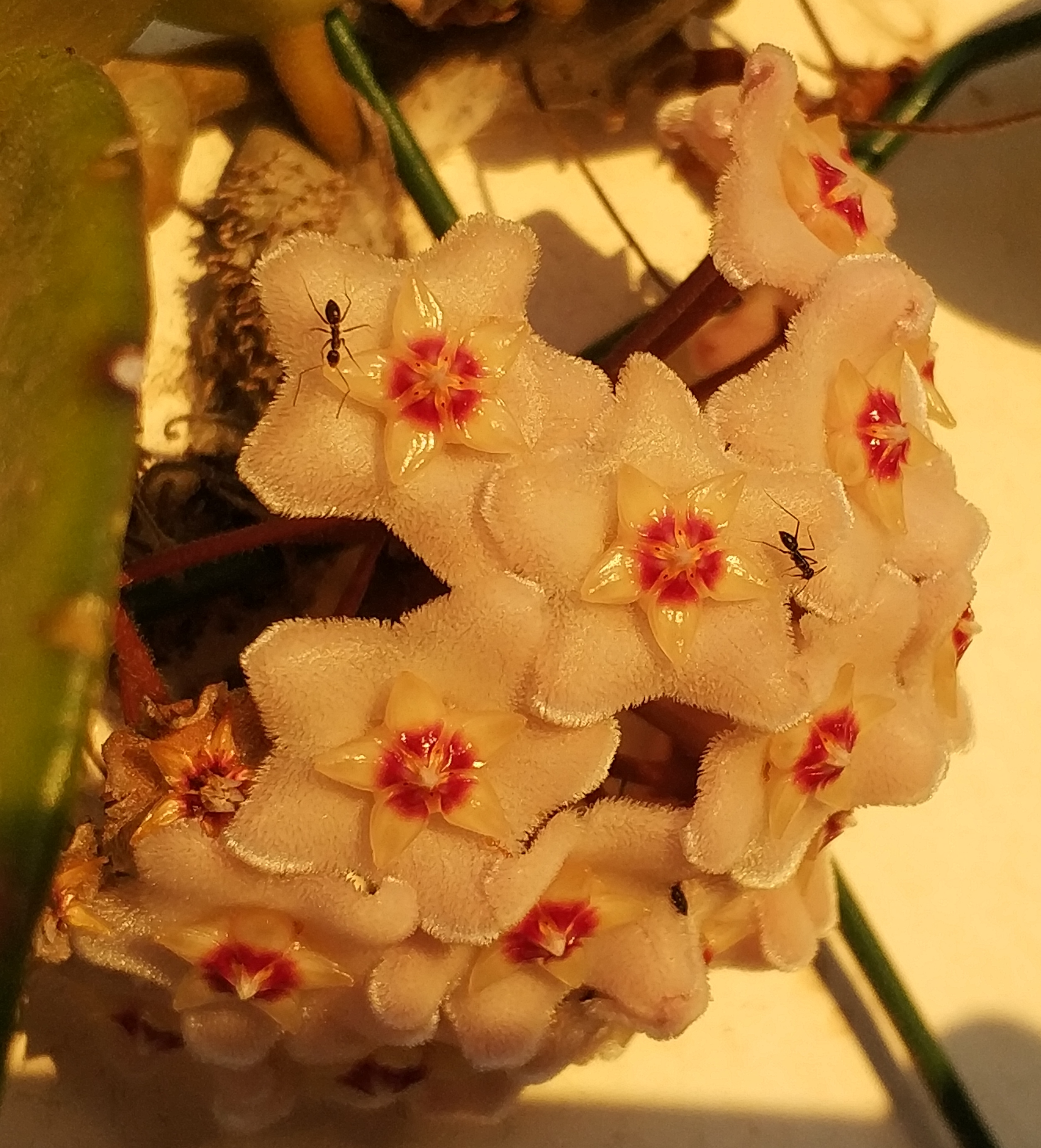
호야 카르노사의 꿀을 섭취하는 타피노마 이스라엘